# Hetefernebti
Hetefernebti je bila kraljica starog Egipta. Ona je bila ćerka kraljice Nimaetap i faraona Hasehemvija. Udala se za svoga brata Džosera sa kojim je imala dvije ćerke - Inetkaes i Nđankh-Hator. 
Poznati su naslovi kraljice Hetefernebti: "ona koja gleda Horusa" i "velika od žezla". Budući da je bila ćerka faraona zvana je "kraljeva ćerka". Zajedno sa svojim mužem-bratom i ćerkom Hetefernebti je prikazana na steli nađenoj u pogrebnom kompleksu Džoserove piramide u Sakari.